# Bernard H 52
Il Bernard H 52 fu un idrocaccia monomotore ad ala bassa sviluppato dall'azienda aeronautica francese Société des Avions Bernard (S.A.B.) nei primi anni trenta e rimasto allo stadio di prototipo.
Realizzato per rispondere ad una specifica  dalla Marine nationale, la marina militare francese, per un idrocaccia catapultabile, non riuscì ad esprimere le prestazioni sperate ed il suo sviluppo venne interrotto, tuttavia l'esperienza acquisita venne impiegata nella realizzazione del suo successore, l'H 110.

## Storia del progetto
Alla fine del 1932 la Marine nationale emise una specifica per la fornitura di un idrocaccia catapultabile destinato ad equipaggiare le proprie unità maggiori, come incrociatori pesanti, ad esempio della Classe Suffren, e navi da battaglia, come quelle di Classe Richelieu, e garantire la sicurezza dello spazio aereo attorno ai convogli della marina francese.
Per rispondere a tale esigenza la S.A.B. affidò il progetto all'ingegner Brunet che, attingendo pesantemente al caccia terrestre Bernard 260, disegnò un idrovolante a scarponi di costruzione interamente metallica dall'aspetto molto simile al modello da cui derivava, monomotore in configurazione traente, monoplano ad ala mediobassa ed abitacolo aperto. Del 260 il modello condivideva parte posteriore della fusoliera, impennaggio e l'ala, comprese le alette Handley-Page sul bordo d'attacco. Il maggior peso e lo spostamento del baricentro dell'H 52 rispetto al 260, causato dalla sostituzione del carrello d'atterraggio con i galleggianti, venne compensato nell'adozione di un motore più leggero.
Il prototipo venne portato in volo per la prima volta il 16 giugno 1933, a Mureaux dalla superficie del fiume Senna, con ai comandi il pilota collaudatore François. Il mese successivo le prove proseguirono a Saint-Raphaël.

## Tecnica
Il Bernard H 52 era un idrocaccia a scarponi dall'impostazione moderna, realizzato in tecnica mista, derivato direttamente dal suo predecessore H 260 del quale condivideva l'aspetto, monomotore in configurazione traente, monoplano ad ala bassa, e monoposto.
La velatura era monoplana, con profilo basso a sbalzo ed estremità alari raccordate. L'intera lunghezza della semiala era occupata da alettoni e flap che potevano essere abbassati contemporaneamente.
La fusoliera di forma semiovale, realizzata con struttura metallica semimonoscocca e ricoperta in tela trattata, era caratterizzata dall'unico abitacolo riservato al pilota, aperto e dotato anteriormente di parabrezza e posteriormente di un poggiatesta che si raccordava ad una pinna dorsale. Posteriormente terminava in un impennaggio classico monoderiva caratterizzato dall'elemento verticale molto sviluppato in altezza e dai piani orizzontali a sbalzo.
Il galleggiamento era assicurato da una coppia di grandi galleggianti collegati alla parte inferiore della fusoliera tramite una robusta intelaiatura di montanti a profilo alare.
La propulsione era affidata ad un motore Gnome-Rhône 9Kdrs, un radiale 9 cilindri posti su un'unica fila raffreddato ad aria in grado di erogare, in quella versione, una potenza pari a 500 hp (367 kW), posizionato all'apice anteriore della fusoliera racchiuso da una cappottatura NACA metallica caratterizzata dalle bugne situate in corrispondenza delle teste dei singoli cilindri, ed abbinato ad un'elica tripala metallica.
L'armamento era affidato ad una coppia di mitragliatrici Darne calibro 7,5 mm posizionate nel profilo alare all'altezza dei galleggianti e sparanti fuori dal disco dell'elica così da non richiedere alcun dispositivo di sincronizzazione.

## Utilizzatori
Francia
- Aéronautique navale

utilizzato solamente durante le prove di valutazione.

### Pubblicazioni
- Bernard H-52C-1, in Aerei da guerra, Ginevra - Novara, Edito Service S.A. - Istituto Geografico De Agostini, 1993.